# Eustasio Villanueva
Eustasio Villanueva Gutiérrez (Villegas (Burgos), 29 mars 1875 - Burgos, 22 septembre 1949, est un horloger et photographe espagnol.

## Galerie

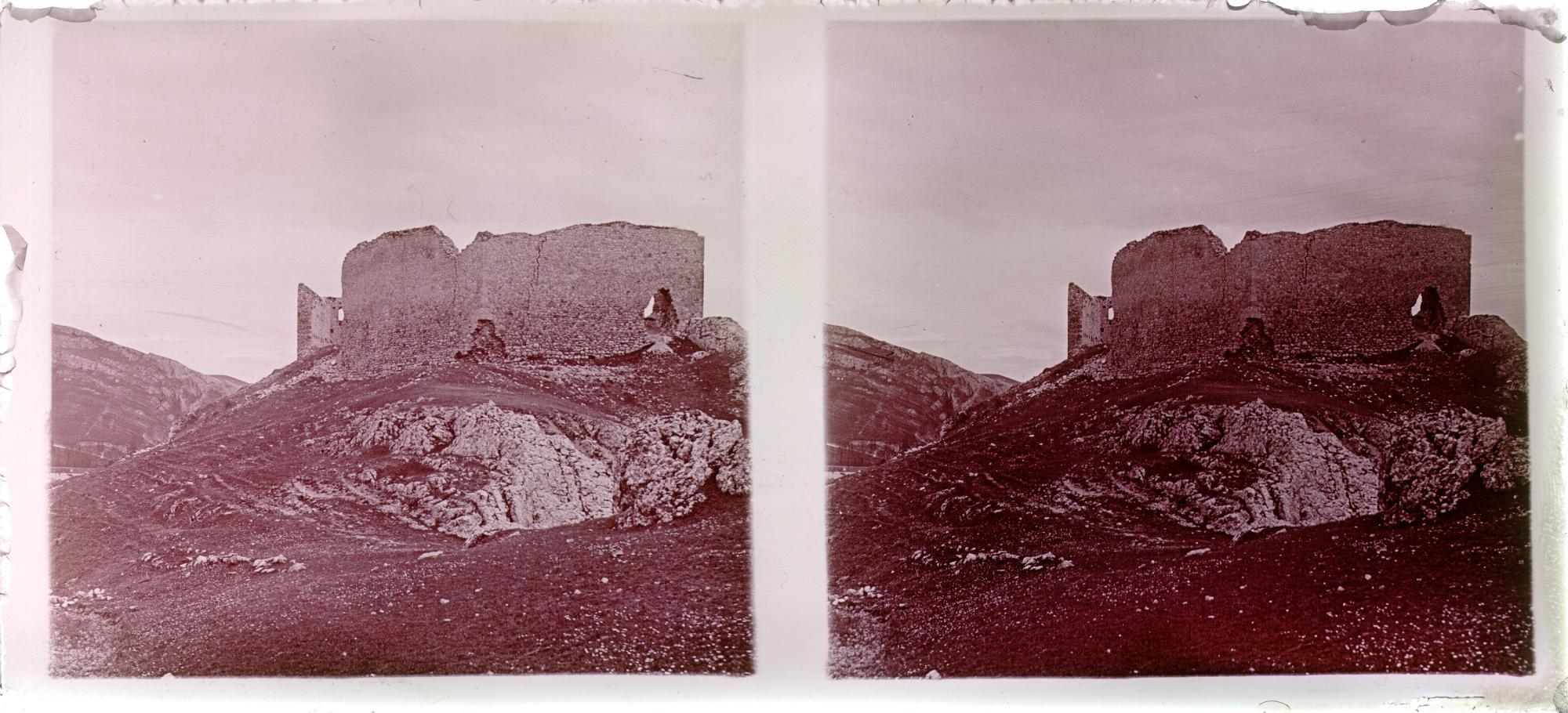
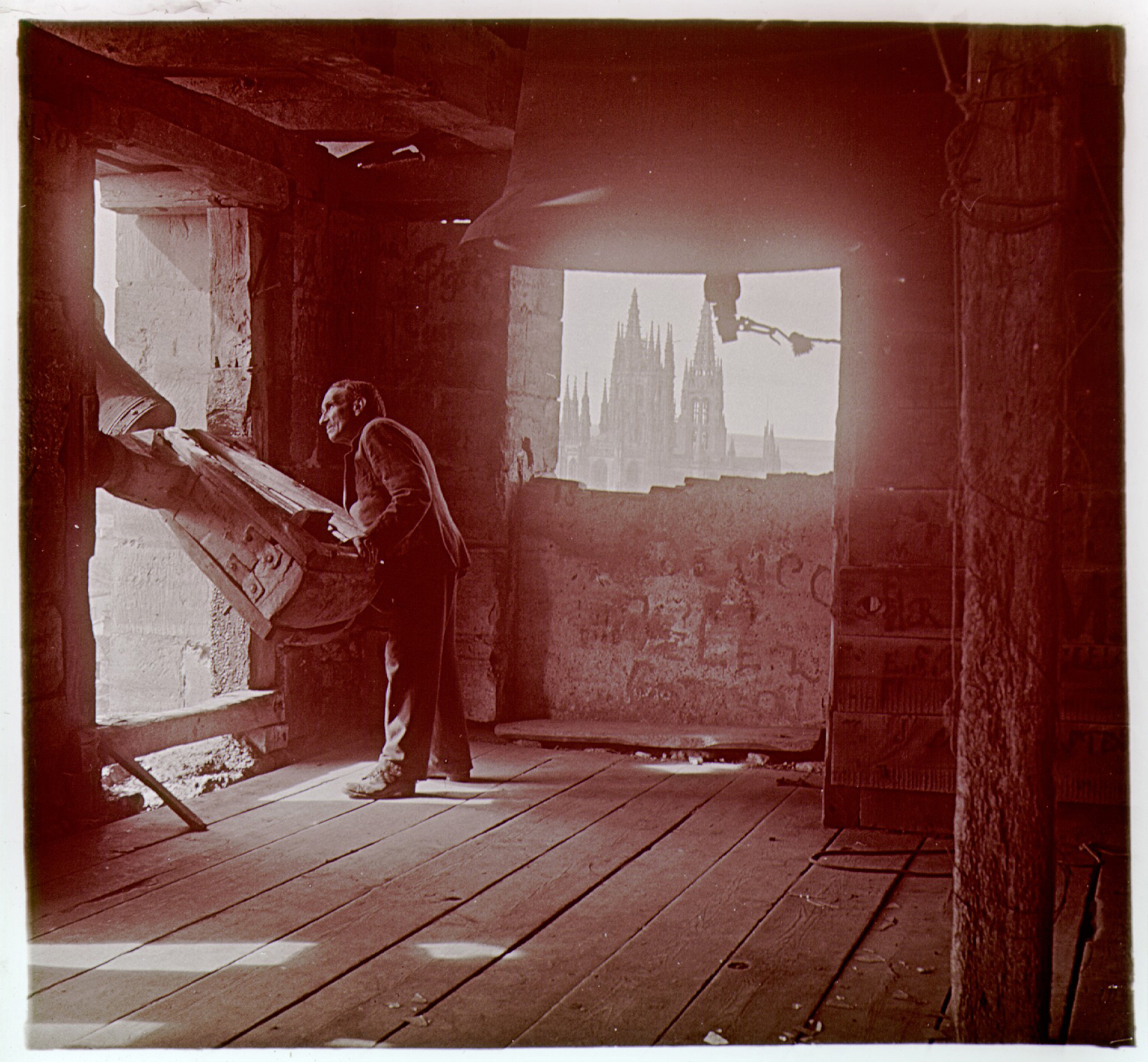

## Collections, archives
- Institut du patrimoine culturel d'Espagne